# Херлин, Антти
Антти Юхани Херлин (фин. Antti Juhani Herlin, род. 14 ноября 1956 года в Киркконумми) — представитель семьи Херлинов — самой богатой семьи в финской истории, владеющей корпорацией Kone и множеством других активов.
Антти Херлин — один из наиболее влиятельных людей в финской экономике. Председатель совета директоров Kone, ранее — генеральный директор этой корпорации (1996—2006). По информации журнала Forbes, на начало марта 2011 года Антти Херлин был единственным миллиардером среди граждан Финляндии, а в 2018 году по данным того же издания, занимал 514 место в мире с состоянием в 4,2 млд долларов.

## Kone
Фирма Kone занимается производством лифтов, кранов, эскалаторов, траволаторов и пассажирских подъемников, работает более чем в 100 странах, входит в тройку крупнейших лифтово-эскалаторных компаний мира и является мировым технологическим лидером в этой области. Kone — семейная компания семьи Херлинов: её владельцами или совладельцами и руководителями были в своё время отец Антти Херлина (Пекка Херлин), дед (Хейкки Херлин) и прадед (Харальд Херлин).

## Образование
Антти Херлин получил высшее образование в Соединённых Штатах Америки (Университет штата Айова), где занимался вопросами сельскохозяйственного производства.

## Оценка имущества
По информации журнала Forbes на март 2011 года имущество Антти Херлина оценивалось в 1,3 млрд долларов США и в списке самых богатых людей мира он занимал 773-е место.

## Семья
- Отец — Пекка Херлин[англ.] (1932—2003) владелец концерна Kone.
- Брат — Никлас Херлин (1963—2017), журналист, издатель, предприниматель.
- Женат, имеют четверо детей — три дочери и сын Юсси. Антти Херлин с супругой живёт в Киркконумми.